# Хорвајлер
Хорвајлер (њем. Horrweiler) општина је у њемачкој савезној држави Рајна-Палатинат. Једно је од 66 општинских средишта округа Мајнц-Бинген. Према процјени из 2010. у општини је живјело 760 становника. Посједује регионалну шифру (AGS) 7339029.

## Географски и демографски подаци
Хорвајлер се налази у савезној држави Рајна-Палатинат у округу Мајнц-Бинген. Општина се налази на надморској висини од 135 метара. Површина општине износи 4,4 km². У самом мјесту је, према процјени из 2010. године, живјело 760 становника. Просјечна густина становништва износи 173 становника/km².

## Међународна сарадња
| Мјесто | Држава    | Врста сарадње | Од    |
| ------ | --------- | ------------- | ----- |
|        | Француска | партнерство   | 1980. |
| Извор  |           |               |       |